# Förzinkning

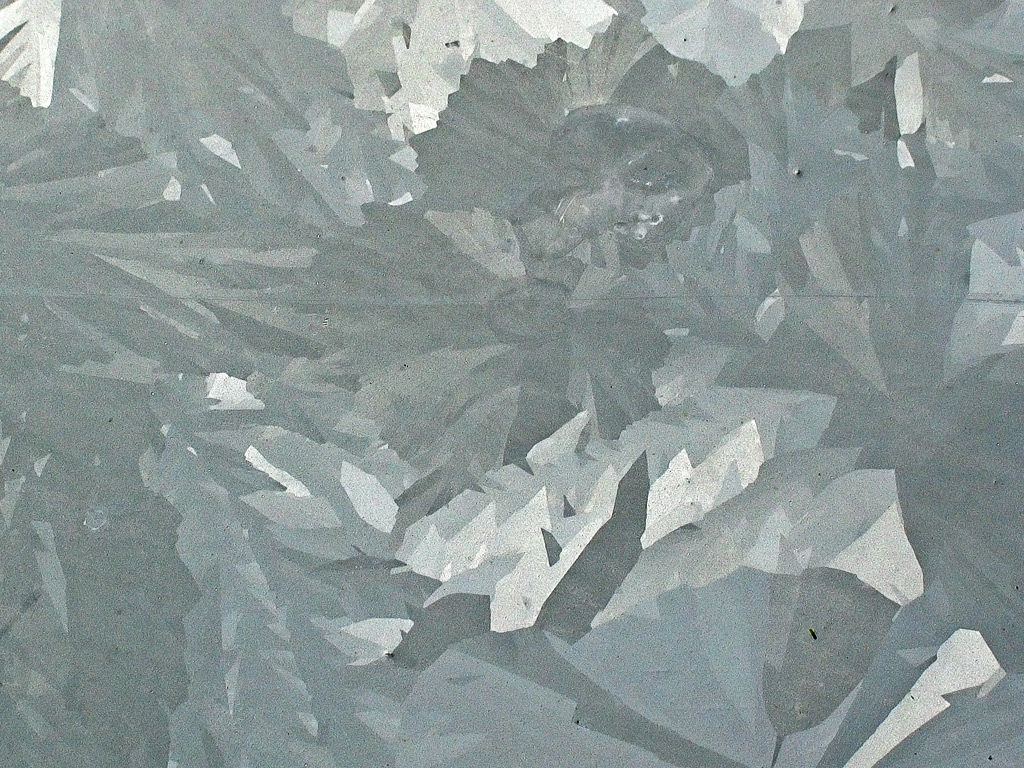
Kristallin ytstruktur på ett varmförzinkat räcke.

Förzinkning innefattar de processer där ett material får en ytbehandling där det beläggs med ett zinklager.

## Olika processer
Det finns ett antal olika sätt att förzinka material. Ett vanligt sätt är galvanisering, andra sätt är varmförzinkning eller sprutförzinkning.

### Galvanisering
Galvanisering är en process där ett föremål får ett zinklager med hjälp av elektroplätering.

### Varmförzinkning
Varmförzinkning sker genom att en metall doppas i flytande 460-gradig zink. Varmförzinkning används där föremålet utsätts för hårdare klimatpåverkan, d.v.s. i allmänhet för utomhusbruk. Varmförzinkning ger tjockare lager och en matt yta.

## Tillämpningsområden
Korrosionsskyddet ökar med zinkbeläggningens tjocklek, men alltför tjocka lager är inte bra då beläggningen kan spricka och flagna av. En standard är Zn80, vilket innebär att zinkskiktet skall vara 80 µm tjockt.
En fördel med förzinkning är att den ger en viss avståndsverkan, d.v.s. mindre skador, t.ex. en repa, är självläkande genom jonvandring i skadan, men då det sker genom uppoffring av zink i närheten av skadan, så blir skyddet försvagat där. Förzinkade föremål för utomhusanvändning bör förbli omålade ett eller annat år för att "mogna" i klimatet. Därefter kan målning ske.
Skruvar som ska förzinkas ska gängas till undermått, så att rätt mått erhålles efter förzinkningen. Eftergängning, om tillhörande mutter skulle kärva, är inte tillåtet. För muttrar är dock gängförbättring efter förzinkningen acceptabelt, eftersom muttergängan till hela sin längd efter montaget skyddas av skruvens zink. Muttrar med reducerat zinkskikt i gängan måste lagras torrt, så att de inte har rostangrepp, när de kommer till användning. 